# Friedrich Wilhelm Boldewin Ferdinand von dem Knesebeck
Friedrich Wilhelm Boldewin Ferdinand von dem Knesebeck (* 5. November 1789 in Langenapel; † 4. Mai 1867 in Göttingen) war ein deutscher Jurist, Genealoge und Historiker.

## Leben

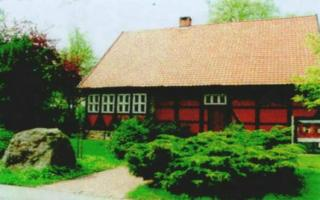
Der Junkerhof in Wittingen (1999)

Friedrich Wilhelm Boldewin Ferdinand von dem Knesebeck war ein Mitglied des Adelsgeschlechtes von dem Knesebeck. Er war der Sohn des Gutsherren Friedrich Wilhelm Georg von dem Knesebeck (1750–1824) und der Elisabeth geb. Schulze (1758–1818). Er studierte Rechtswissenschaften und war zeitweilig als Justizrat in Göttingen tätig. Zudem wirkte von Knesebeck auf dem Gut Wittingen im Kreise Isenhagen.
Zur Zeit des Königreichs Hannover stand Knesebeck 1838 in Briefverkehr mit den Gebrüdern Grimm.
Boldewin von dem Knesebck war zweimal verheiratet, zuerst mit Laura Ulrich, dann mit Mathilde Grunewald, die aus Göttingen stammte. Aus erster Ehe ging ein Junge hervor, aus zweitgenannter Verbindung gingen die fünf Töchter Adolfine, Klementine, Meta, Agnes und Julie hervor. Alle Töchter wählten einen bürgerlichen Ehepartner.

## Schriften (Auswahl)
- Die Familie von dem Knesebeck, Röwer, Göttingen 1811.
- Deutschlands erlauchten Souverainen. Bei dem Sturz der Dynastie Karls X. Königs von Frankreich, 1830
- Historisches Taschenbuch des Adels im Königreich Hannover, Hannover: Hahnsche Hofbuchhandlung, 1840;  Digitalisat der Bayerischen Staatsbibliothek
- Die allgemeinen Stände und die Provinzial-Landschaften des Königreichs Hannover, Hahnsche Hofbuchhandlung, Hannover 1841.
  - Band 1: Die allgemeinen Stände des Königreichs Hannover, Digitalisat
  - Band 2: Die Landschaft des Fürstenthums Lüneburg nebst dem verbliebenen Theil des Herzogthums Sachsen-Lauenburg, Digitalisat
  - Band 3: Die Landschaft der Fürstenthümer Calenberg, Göttingen und Grubenhagen ..., Digitalisat
- Archiv für Geschichte und Genealogie, Hannover 1842.
- Übersicht der lebenden Mitglieder des uradeligen Geschlechts der Freiherrn von dem Knesebeck, im Preußischen und Hannoverschen, Göttingen 1845.
- Urkunden und Regesten zur Geschichte des uradeligen Geschlechts der Herren von dem Knesebeck, so wie der Gaue Heilanga und Osterwalde, Ehlermann, Hannover [1848].
- Urkunden und Regesten zur Geschichte des uradeligen Geschlechts der Freyherren von Uslar-Gleichen sowie des Leinegaues, Deuerlich, Göttingen 1849.
- Die Rittermatrikeln des Königreichs Hannover und des Herzogthums Braunschweig, nebst einer alphabethischen Uebersicht der Ritterschaft und der von derselben vertretenen ritterschaftlichen Güter, Deuer, Göttingen 1860.
  - Nachdruck Die Rittermatrikeln des Königreichs Hannover und des Herzogtums Braunschweig (= Beiträge zur Geschichte, Landes- und Volkskunde von Niedersachsen und Bremen, Band A), Harro von Hirschheydt, Hannover-Döhren 1974. ISBN 3-7777-0893-3.
- Die Rittermatrikeln des Herzogthums Magdeburg, des Fürstenthums Halberstadt und der Graffschaft Wernigerode. Nebst einer alphabetischen Übersicht der Ritterschaft und der von derselben vertretenen ritterschaftlichen Güter, Heinrichshofen in Kommission, Magdeburg [1860].
- Übersicht der Lüneburgischen, der Reichs-, und der Altmark-Brandenburgischen Regentengeschichte, Huth, Göttingen 1864.
- Regesten und Urkunden zur Geschichte des uradeligen Geschlechts der Herren von dem Knesebeck, neun Lieferungen, Göttingen, 1864-, ff.
- Stammtafeln des uralten Geschlechts der von dem Knesebeck, 2 Bände, Göttingen 1864, 1867.
  - Tafeln 1–12, zweite und vermehrte Auflage, Göttingen 1867; Digitalisat des Göttinger Digitalisierungszentrums
- Urkunden und Regesten zur Geschichte des uradeligen Geschlechts der Herren von dem Knesebeck, so wie der Gaue Heilanga und Osterwalde, Ehlermann, Hannover [1848].

## Weitere Literatur
- Heinrich Wilhelm Rotermund: Das Gelehrte Hannover oder Lexikon von Schriftstellern und Schriftstellerinnen, gelehrten Geschäftsmännern und Künstlern, die seit der Reformation in und außerhalb der sämtlichen zum Königreich Hannover gehörigen Provinzen gelebt haben und noch leben, aus den glaubwürdigsten Schriftstellern zusammengetragen, Band 2, Schünemann, Bremen 1823, S. 703. Digitalisat[5]